# Jenynsia alternimaculata
Jenynsia alternimaculata är en fiskart som först beskrevs av Henry Weed Fowler 1940. Den ingår i släktet Jenynsia, och familjen Anablepidae. Inga underarter finns listade i Catalogue of Life.

## Fortplantning
I likhet med alla andra arter i släktet är Jenynsia alternimaculata ovovivipar, och lägger sålunda inte rom utan föder levande ungar, på samma sätt som många i den närbesläktade familjen levandefödande tandkarpar (Poeciliidae), där bland annat guppy och svärdbärare ingår. Precis som hos dessa är hanens analfena omvandlad till ett gonopodium, som används för att befrukta honan.